# Fohlenhof (Windsbach)
Fohlenhof ist ein Wohnplatz der Stadt Windsbach im Landkreis Ansbach (Mittelfranken, Bayern). Die Siedlung zählt zum Gemeindeteil Windsbach.

## Geographie
Fohlenhof liegt östlich der Stadt und ist heute mit dem Stadtgebiet zusammengewachsen. Ursprünglich befand sich dort die Fohlenaufzuchtsanstalt des Remontezuchtvereins Windsbach. Die Stadt Windsbach wies hier ein Gewerbegebiet aus. Derzeit wird, an dieses nördlich anschließend, das 7,5 Hektar große Gewerbegebiet Fohlenhof-Nord erschlossen.

## Religion
Die Einwohner evangelisch-lutherischer Konfession sind nach St. Margareta (Windsbach) gepfarrt, die Einwohner römisch-katholischer Konfession nach St. Bonifatius (Windsbach).